# Драбівська волость
Драбівська волость (Дробівська) — адміністративно-територіальна одиниця Золотоніського повіту Полтавської губернії з центром у містечку Драбів.
Станом на 1885 рік — складалася з 7 поселень, 7 сільських громад. Населення 12200 — осіб (5909 осіб чоловічої статі та 6291 — жіночої), 1024 дворових господарств.
|                     | Площа, десятин | У тому числі орної, десятин |
| ------------------- | -------------- | --------------------------- |
| Сільських громад    | 12318          | 7266                        |
| Приватної власності | 14115          | 5508                        |
| Казенної власності  | 331            | —                           |
| Іншої власності     | 306            | 142                         |
| Загалом             | 27070          | 12916                       |

Найбільші поселення волості станом на 1885:
- Драбів — колишнє власницьке містечко при річці Золотоноша за 35 верст від повітового міста, 3628 осіб, 538 дворів, православна церква, єврейський молитовний будинок, школа, 4 постоялих двори, 7 лавок, 62 вітряних млини, 4 ярмарки на рік: 1 січня, 9 травня, 8 листопада, 6 грудня та базари по неділях.
- Дунилівка — колишнє власницьке село при річці Золотоноша, 443 особи, 85 дворів, постоялий двір, 9 вітряних млинів, винокурний завод.
- Михайлівка — колишнє власницьке село при річці Золотоношка, 1122 особи, 180 дворів, православна церква, постоялий двір, 11 вітряних млинів.

Старшинами волості були:
- 1900 року селянин Андрій Захарович Красота[2];
- 1904 року селянин Іван Васильович Лисун[3];
- 1913—1915 роках селянин С.Я.Цибуля[4][5].